# Попис становништва 2002. у Србији
Попис становништва 2002. у Републици Србији је одржан према међународним препорукама за попис становништва и домаћинстава (Recommendations for the Censuses of Population and Housing in the ECE Region, New York and Geneve, 1998). За разлику од претходних седам пописа када је попис рађен по концепцији сталног становништва сада су начињене измене због којих резултати нису у потпуности упоредиви. 
Критични моменат пописа је утврђен према територијалном стању од 1. јануара 2002. године, што значи да је становништво насеља код којих је било територијалних промена исказано према територијалном стању у време последњег пописа.
У стално становништво су укључени сви становници који на једној територији бораве дуже од годину дана. Дакле, страни држављани који су боравили у Србији дуже од годину дана су у попису 2002. године уведени као стални становници Србије. Такође, у стално становништво Србије су укључена само лица која су краће од годину дана на боравку или раду у иностранству. Становником насеља се сматра и лице које је у критичном тренутку пописа ван насеља због одслужења војног рока, одслужења казне, лечења, школовања или рада.
У попису 2002. године су становници насеља који су избегла лица са територија бивше СФРЈ пописани као стални становници Србије и сврстани су као становници насеља у којима су се затекли. Расељена лица са Косова и Метохије су забележена као привремено присутна лица у месту пописа, а не као стално насељена лица.
| Пописне јединице | Стара методологија | Нова методологија |
| ---------------- | ------------------ | ----------------- |
| Централна Србија | 5.794.346          | 5.466.009         |
| Војводина        | 2.098.779          | 2.031.992         |
| УКУПНО           | 7.893.125          | 7.498.001         |

Овим пописом није обухваћено становништво на Косову и Метохији, те стога не постоји збирни резултат за целу територију републике Србије.

## Нова методологија и поређење пописа
Да би поређење између два последња пописа имало смисла постоје подаци за попис из 2002. године али уређени по методологији из 1991. године (у таблици означен као стара методологија). Тада је број становника у 2002. години приказан тако да
1. сва лица на боравку у иностранству се укључују у попис;
2. странци на раду и боравку у Србији искључују се из пописа.

Нова методологија уноси могућност забуне, али је битно да се појављује значајна разлика у становништву у местима у којима постоји велики број радника „на привременом раду у иностранству“. С обзиром да је појам привремени рад тренутно ван употребе то се становништво, које борави и ради у иностранству дуже од годину дана води као исељено, што је довело до пада становништва у местима у којима то становништво ионако није боравило.

## Публикације
Обрађени резултати пописа су представљени у књигама едиције „Књиге резултата Пописа 2002.“ којих има укупно 28 (у 30 томова). Објављено је 20 књига у области Становништво, 5 књига у области Становање (7 књига) и 3 књиге из области Пољопривреда.
Становништво
1. Национална или етничка припадност - подаци по насељима
2. Пол и старост - подаци по насељима
3. Вероисповест, матерњи језик и национална или етничка припадност према старости и полу - подаци по општинама
4. Школска спрема и писменост - подаци по општинама
5. Становништво према активности и полу - подаци по насељима
6. Делатност и пол активног становништва које обавља занимање - подаци по насељима
7. Пољопривредно становништво према поседовању пољопривредног газдинства, активности и полу - подаци по насељима
8. Становништво према миграционим обележјима - подаци по насељима
9. Упоредни преглед броја становника 1948, 1953, 1961, 1971, 1981, 1991. и 2002. - подаци по насељима
10. Упоредни преглед броја домаћинстава 1948, 1953, 1961, 1971, 1981, 1991. и 2002. и станова 1971, 1981, 1991 и 2002. - подаци по насељима
11. Домаћинства према поседовању пољопривредног газдинства и броју чланова - подаци по насељима
12. Брачно стање према старости, вероисповести и националној или етничкој припадности - подаци по насељима
13. Дневни мигранти - подаци по општинама
14. Активно становништво - Република Србија
15. Женско становништво старо 15 и више година - подаци по општинама
16. Основни скупови становништва - подаци на нивоу Републике
17. Породице према типу и броју деце - подаци по насељима
18. Домаћинства и породице - подаци на нивоу Републике
19. Укупно и пољопривредно становништво - подаци по општинама
20. Мигранти - подаци по општинама

Становање
1. Коришћење и настањена лица - подаци по насељима
2. Врста, својина и опремљеност - подаци по насељима
3. Станови - Величина, квалитет, година изградње, својина, домаћинства и лица - подаци по општинама
  1. књига 1
  2. књига 2
  3. књига 3
4. Величина, квалитет, година изградње и врста зграде - по општинама и насељима
5. Колективни станови - подаци по општинама

Пољопривреда
1. Пољопривредни фондови - подаци по општинама
2. Пољопривредна газдинства према активности и изворима прихода - подаци по општинама
3. Чланови газдинстава према старости, школској спреми и станови - подаци по општинама